# Tomás Villalba
Tomás Villalba Albín (Dolores, 9 dicembre 1805 – Montevideo, 12 luglio 1886) è stato un politico uruguaiano.
È stato Presidente dell'Uruguay dal 15 febbraio al 20 febbraio 1865.